# Erwin Vervecken
Erwin Vervecken (ur. 23 marca 1972 w Herentals) – belgijski kolarz przełajowy, trzykrotny mistrz świata w konkurencji elite (2001, 2006, 2007).

## Osiągnięcia

### Mistrzostwa świata
- 1994 – 3. miejsce
- 1998 – 2. miejsce
- 1999 – 2. miejsce
- 2001 – 1. miejsce
- 2003 – 3. miejsce
- 2005 – 2. miejsce
- 2006 – 1. miejsce
- 2007 – 1. miejsce

### Puchar Świata
- 2005 – 3. miejsce
- 2006 – 2. miejsce
- 2007 – 3. miejsce